# Mistrovství České republiky v rallye 2020
Mistrovství České republiky v rallye 2020 zahrnovalo celkem sedm vypsaných podniků, ale uskutečnily se pouze tři. Velká část podniků byla přesunuta nebo zrušena kvůli pandemii covidu-19. Valašská Rally byla z data 3.–5. 4. 2020 přesunuta na srpen, Rally Šumava byla z termínu 24.–25. 4. 2020 přeložena na listopad, ale nakonec byla také zrušena.
Titul získal Václav Pech se spolujezdcem Petrem Uhlem. Pech s Fordem Focus RS WRC '06 vyhrál dva závody a jednou byl druhý. Obhájce titulu Jan Kopecký skončil na druhém místě.

## Kalendář
| Rally | Datum                | Název                                     | Město             |
| ----- | -------------------- | ----------------------------------------- | ----------------- |
| 1.    | 22. 5. – 23. 5. 2020 | 48. Rallye Český Krumlov 2020             | Český Krumlov     |
| 2.    | 19. 6. – 20. 6. 2020 | 16. Agrotec Petronas Rally Hustopeče 2020 | Hustopeče         |
| 3.    | 10. 7. – 12. 7. 2020 | 47. Rally Bohemia 2020                    | Mladá Boleslav    |
| 4.    | 7. 8. – 9. 8. 2020   | 39. Kowax Valašská Rally ValMez 2020      | Valašské Meziříčí |
| 5.    | 28. 8. – 30. 8. 2020 | 50. Barum Czech Rally Zlín 2020           | Zlín              |
| 6.    | 27. 9. – 28. 9. 2020 | 41. Invelt Rally Pačejov 2020             | Horažďovice       |
| 7.    | 6. 11. – 7. 11. 2020 | 55. Rallye Šumava Klatovy 2020            | Klatovy           |

## Posádky

### 4WD
| Výrobce    | Vůz                      | Tým                                   | Jezdec                     | Spolujezdec       | Rallye |
| ---------- | ------------------------ | ------------------------------------- | -------------------------- | ----------------- | ------ |
| Ford       | Ford Focus RS WRC '06    | EuroOil Team                          | Václav Pech                | Petr Uhel         | 1-2    |
| Ford       | Ford Fiesta R5           | Karel Trněný                          | Karel Trněný               | Václav Pritzl     | 1      |
| Ford       | Ford Fiesta R5           | Futures Contproduct s.r.o.            | Michal Horák               | Ivan Horák        | 2      |
| Ford       | Ford Fiesta R5           | Orion Racing TEAM – SHIVA KTM         | Ondřej Šimek               | Vítězslav Baďura  | 1-2    |
| Ford       | Ford Fiesta R5 Mk.II     | Yacco ACCR Team                       | Erik Cais                  | Jindřiška Žáková  | 1      |
| Ford       | Ford Fiesta Proto        | Jiří Pertlíček Jr.                    | Jiří Pertlíček Jr.         | Radim Orava       | 1-2    |
| Ford       | Ford Fiesta Proto        | Sting Motorsport                      | Roman Popovič              | Peter Baran       | 1      |
| Ford       | Ford Fiesta Proto        | JP Motorsport                         | Jaroslav Pešl              | Radek Juřica      | 2      |
| Hyundai    | Hyundai i20 R5           | Hyundai Kowax Racing                  | Martin Vlček               | Karolína Jugasová | 1-2    |
| Hyundai    | Hyundai i20 R5           | Hyundai Kowax Racing                  | Petr Trnovec               | Miroslav Staněk   | 2      |
| Hyundai    | Hyundai i20 R5           | Hyundai Poland Racing                 | Jari Huttunen              | Mikko Lukka       | 1      |
| Hyundai    | Hyundai i20 R5           | Ondřej Bisaha                         | Ondřej Bisaha              | Petr Těšínský     | 2      |
| Hyundai    | Hyundai i20 R5           | Vladimír Hanuš                        | Vladimír Hanuš             | Jakub Navrátil    | 2      |
| Mitsubishi | Mitsubishi Lancer Evo IX | Martin Šikl                           | Martin Šikl                | Martin Pecina     | 1      |
| Mitsubishi | Mitsubishi Lancer Evo IX | Petr Hrobský                          | Petr Hrobský               | Dalibor Štěpán    | 1      |
| Mitsubishi | Mitsubishi Lancer Evo IX | Klub Fox Racing Team v AČR            | Marcel Tuček               | Petr Dufek        | 1      |
| Mitsubishi | Mitsubishi Lancer Evo IX | K.I.T. Racing CS                      | Lukáš Matěna               | Pavel Zálabák     | 1-2    |
| Mitsubishi | Mitsubishi Lancer Evo IX | Michal Savruk                         | Michal Savruk              | Štěpán Palivec    | 1      |
| Mitsubishi | Mitsubishi Lancer Evo IX | Rally Klub Paseky                     | Pavel Ševčík               | Luděk Vajdák      | 2      |
| Mitsubishi | Mitsubishi Lancer Evo IX | Defrs Rally Team                      | Adam Fabrika               | Jindřich Horáček  | 2      |
| Mitsubishi | Mitsubishi Mirage Proto  | Josef Peták                           | Josef Peták                | Jiří Skořepa      | 1      |
| Mitsubishi | Mitsubishi Mirage Proto  | X Shift Racing Team                   | Martin Šikl                | Petr Vilímek      | 2      |
| Peugeot    | Peugeot 206 WRC          | Štěpán Vojtěch                        | Štěpán Vojtěch             | Michal Ernst      | 1      |
| Subaru     | Subaru Impreza STi N14   | Sandra Pokorná                        | Sandra Pokorná             | Richard Lasevič   | 1      |
| Škoda      | Škoda Fabia Rally2 Evo   | Škoda Motorsport                      | Jan Kopecký                | Jan Hloušek       | 1-2    |
| Škoda      | Škoda Fabia Rally2 Evo   | Laureta Auto Škoda Team               | Filip Mareš                | Radovan Bucha     | 1-2    |
| Škoda      | Škoda Fabia Rally2 Evo   | SK DER Rally Team                     | Roman Odložilík            | Martin Tureček    | 1      |
| Škoda      | Škoda Fabia Rally2 Evo   | City Taxi Racing                      | Petr Semerád               | Jiří Hovorka      | 1-2    |
| Škoda      | Škoda Fabia Rally2 Evo   | AR Racing                             | Robert Adolf               | Petr Novák        | 1-2    |
| Škoda      | Škoda Fabia Rally2 Evo   | BRR Baumschlager Rallye & Racing Team | Albert von Thurn und Taxis | Bernhard Ettel    | 2      |
| Škoda      | Škoda Fabia R5           |                                       |                            |                   |        |
| Škoda      | Samohýl Škoda Team       | Miroslav Jakeš                        | Petr Machů                 | 1-2               |        |
| Škoda      | L Racing team            | Věroslav Cvrček Jr.                   | Tomáš Prokorát             | 1-2               |        |
| Škoda      | Korno Motorsport         | Karel Trojan                          | Zdeněk Jůrka               | 1-2               |        |
| Škoda      | Jan Jelínek              | Jan Jelínek                           | Petr Ingr                  | 2                 |        |
| Škoda      | Duck Racing              | David Tomek                           | Marek Zeman                | 1-2               |        |
| Škoda      | Duck Racing              | Petr Kačírek                          | Barbora Rendlová           | 1                 |        |
| Škoda      | Škoda Fabia S2000        | Lukáš Pondělíček                      | Lukáš Pondělíček           | Štěpán Palivec    | 1-2    |
| Volkswagen | Volkswagen Polo GTI R5   | Mogul Benzina Racing 21               | Jan Černý                  | Petr Černohorský  | 1-2    |
| Volkswagen | Volkswagen Polo GTI R5   | Racing 21 Klokočka Volkswagen Team    | Vojtěch Štajf              | František Rajnoha | 1      |

### RWD
| Výrobce | Vůz                  | Tým                    | Jezdec        | Spolujezdec       | Rallye |
| ------- | -------------------- | ---------------------- | ------------- | ----------------- | ------ |
| Abarth  | Abarth 124 Rally RGT | Agrotec Autoklub v AČR | Martin Rada   | Jaroslav Jugas    | 1      |
| Porsche | Porsche 997 GT3      | Petr Nešetřil          | Petr Nešetřil | Jiří Černoch      | 1      |
| Porsche | Porsche 997 GT3      | Karel Macek            | Karel Macek   | Lucie Vondřičková | 1-2    |

### FWD
| Výrobce | Vůz                 | Tým                         | Jezdec                 | Spolujezdec                   | Rallye |
| ------- | ------------------- | --------------------------- | ---------------------- | ----------------------------- | ------ |
| Citroën | Citroën DS3 R3T Max | Frátherm Rally Team         | Lukáš Frána            | Pavel Odvárka Jr.             | 1      |
| Citroën | Citroën DS3 R1      | Barbora Holická             | Barbora Holická        | David Haumer                  | 1      |
| Dacia   | Dacia Logan         | Milan Liška                 | Milan Liška            | Hynek Středa                  | 1      |
| Fiat    | Fiat Punto JTD      | Miloš Kutílek               | Miloš Kutílek          | Hynek Středa                  | 1      |
| Ford    | Ford Fiesta R2T     | Michal Havránek             | Michal Havránek        | Tomáš Šmíd                    | 1      |
| Ford    | Ford Fiesta R1      | Miroslav Kalina             | Miroslav Kalina        | Bedřich Janeček               | 1      |
| Honda   | Honda Civic VTi     | Daniel Polášek              | Daniel Polášek         | Kateřina Pohlídalová-Paseková | 1      |
| Honda   | Honda Civic Type-R  | Jaroslav Kastner            | Jaroslav Kastner       | Tomáš Kocour                  | 1      |
| Opel    | Opel Adam R2        | Martin Mottl                | Martin Mottl           | Roman Vorel                   | 1      |
| Opel    | Opel Adam R2        | Dominik Nwelati             | Dominik Nwelati        | Jiří Stross                   | 1      |
| Opel    | Opel Adam Cup       | Lukáš Eis                   | Lukáš Eis              | Ladislav Zuzánek              | 1      |
| Peugeot | Peugeot 208 R2      | Vančík Motorsport           | Dominik Stříteský      | Ondřej Krajča                 | 1      |
| Peugeot | Peugeot 208 R2      | Jiří Pohlídal Jr.           | Jiří Pohlídal Jr.      | Jan Kubala                    | 1      |
| Peugeot | Peugeot 208 R2      | Dominik Brož                | Dominik Brož           | Petr Těšínský                 | 1      |
| Peugeot | Peugeot 208 R2      | K.I.T. Racing CS            | Lumír Firla            | Michal Večerka                | 1      |
| Peugeot | Peugeot 208 R2      | David Soldát                | David Soldát           | Jan Winzig                    | 1      |
| Peugeot | Peugeot 208 R2      | Jan Ludvíček                | Jan Ludvíček           | Jana Sluková                  | 1      |
| Peugeot | Peugeot 208 R2      | Lukáš Krupička              | Lukáš Krupička         | Jan Ryšánek                   | 1      |
| Renault | Renault Clio S1600  | Dohnal Rally                | Jan Dohnal             | Ivo Vybíral                   | 1-2    |
| Renault | Renault Clio R3T    | VD Rally team klub v AČR    | Vlastimil Dědic Jr.    | Milan Klička                  | 1      |
| Renault | Renault Clio R3T    | Automoto klub Pačejov v AČR | Václav Stejskal Jr.    | Stanislav Viktora Jr.         | 1      |
| Renault | Renault Clio R3     | ČK Motorsport               | Vlastimil Daňhel       | Vladimír Osička               | 1      |
| Renault | Renault Clio Sport  | Hyundai Kowax Racing        | Petr Daniel            | Ondřej Chovanec               | 1      |
| Renault | Renault Clio Sport  | Hyundai Kowax Racing        | Tomáš Hauptvogel       | Michal Cibulka                | 1      |
| Renault | Renault Clio Sport  | Pavlína Tydlačková          | Pavlína Tydlačková     | František Kubů                | 1      |
| Škoda   | Škoda Fabia         | Josef Mandaus               | Josef Mandaus          | Miloš Dohnal                  | 1      |
| Škoda   | Škoda Fabia         | VD Rally team klub v AČR    | Luboš Picek            | Jiří Kunst ml.                | 1      |
| Škoda   | Škoda Fabia         | VD Rally team klub v AČR    | Jiří Janecký           | Milan Pokorný                 | 1      |
| Škoda   | Škoda Fabia         | VD Rally team klub v AČR    | Jan Dostál             | Zdeněk Dostál                 | 1      |
| Škoda   | Škoda Fabia         | Michal Ciller               | Michal Ciller          | Jakub Kunst                   | 1      |
| Škoda   | Škoda Fabia         | Martin Konečný              | Martin Konečný         | Martin Rakušan                | 1      |
| Škoda   | Škoda Fabia TDi     | Miroslav Čabaj              | Miroslav Čabaj         | Vladimír Štindl               | 1      |
| Škoda   | Škoda Fabia TDi     | Vladimír Mandík ml.         | Vladimír Mandík ml.    | Tereza Mandíková              | 1      |
| Škoda   | Škoda Fabia TDi     | Adam Wolf                   | Adam Wolf              | Petr Bošek                    | 1      |
| Škoda   | Škoda Fabia TDi     | Jan Hodouš                  | Jan Hodouš             | Jindřich Horáček              | 1      |
| Škoda   | Škoda Fabia TDi     | ÚAMK Škoda Mladá Boleslav   | Ondřej Maxmilián Jirák | Marek Pavlas                  | 1      |
| Škoda   | Škoda Felicia       | ÚAMK Škoda Mladá Boleslav   | Radim Havlišta         | Jakub Havlišta                | 1      |
| Škoda   | Škoda Felicia       | Petr Grafek                 | Petr Grafek            | Jaroslav Matějka              | 1      |
| Škoda   | Škoda Felicia       | Jaroslav Matoušek           | Jaroslav Matoušek      | KArel Komenda                 | 1      |

### Historické automobily
| Výrobce | Vůz          | Tým           | Jezdec        | Spolujezdec | Rallye |
| ------- | ------------ | ------------- | ------------- | ----------- | ------ |
| BMW     | BMW M3 E30   | Lubomír Tenkl | Lubomír Tenkl | Jiří Horák  | 1      |
| Škoda   | Škoda 130 RS | Karel Hock    | Karel Hock    | Lukáš Novák | 1      |